# Callipallene fallax
Callipallene fallax là một loài nhện biển trong họ Callipallenidae. Loài này thuộc chi Callipallene. Callipallene fallax được miêu tả khoa học năm 1994 bởi Stock.